# Gerry Martin

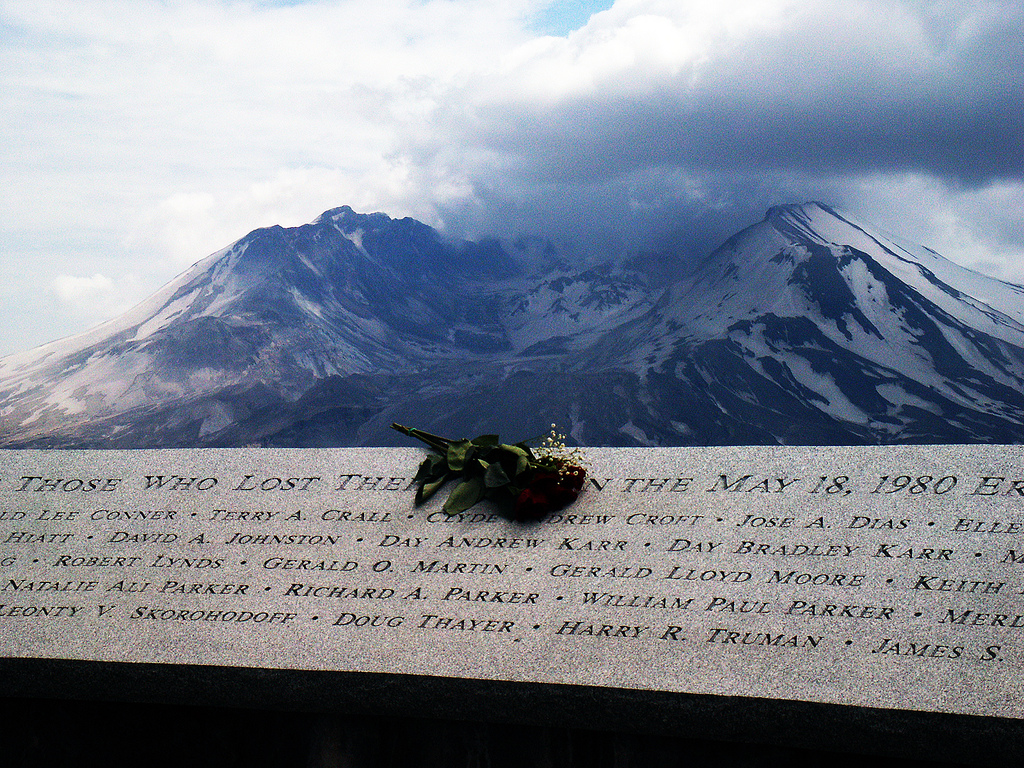
Gerald O. Martins Name auf der Gedenktafel für die Opfer des Ausbruchs von 1980 am Johnston Ridge Observatory mit dem Mount St. Helens im Hintergrund. (Foto: 18. Mai 2007)

Gerald O. Martin, genannt Gerry, seltener auch Jerry, (* 21. Mai 1915 in Greensburg; † 18. Mai 1980 am Mount St. Helens) war ein US-amerikanischer Navy-Offizier und Funkamateur. Postume Bekanntheit erlangte er durch seine Berichterstattung vom Ausbruch des Stratovulkans Mount St. Helens im Mai 1980. Neben dem Vulkanologen David A. Johnston war er der Erste, der die beginnende Eruption per Funk meldete. Wenig später beobachtete und kommentierte er auch Johnstons Tod, starb dann allerdings nur wenige Sekunden nach diesem.

## Leben

### Berufs- und Privatleben
Er kam im US-Bundesstaat Indiana zur Welt, lebte aber zum Zeitpunkt seines Todes seit vielen Jahren im Dorf Concrete im Nordwesten des Bundesstaates Washington. Bis zu seiner Pensionierung hatte er als sogenannter non-commissioned officer (NCO; entspricht in etwa einem Unteroffizier) für die United States Navy gearbeitet. Martin war mit Dorothy Edra Shonblom (1917–1998) verheiratet; das Paar hatte mit den Töchtern Linda Ann (1948–2003) und Mary Louise (1951–1961) zwei gemeinsame Kinder.

### Ereignisse am Mount St. Helens
Als ab Mitte März 1980 Vorboten – seismologische Aktivitäten und phreatische Explosionen – eine nahende größere Eruption des Mount St. Helens ankündigten, und insbesondere ab Beginn der sichtbaren Auswölbung an der Nordflanke in der letzten Aprilwoche initiierte das Washington State Department of Emergency Services (DES) eine Kooperation mit dem Amateur Radio Emergency Service (ARES) und dem Radio Amateur Civil Emergency Service (RACES): Rund um den Vulkan postierten sich Funkamateure, die das DES zeitnah über die fortlaufende Deformation des Berges und etwaige Ausbrüche unterrichten sollten. Auch Gerry Martin hatte sich für die Dauer einer Woche zu dieser ehrenamtlichen Tätigkeit gemeldet. Am Nachmittag des 17. Mai fuhr er mit seinem Wohnmobil viereinhalb Stunden von seinem Wohnort zum Berg im Südwesten des Bundesstaates. Als Stellplatz wählte er den Rand eines abgeholzten Bereichs auf dem Bergsattel Coldwater Ridge, etwa 12,8 Kilometer Luftlinie nördlich des Kraters sowie rund 3,2 Kilometer nördlich von David A. Johnston und zudem etwas höher als dieser. Von dem Standort aus hatte Martin einen uneingeschränkten Blick auf den Nordhang des Vulkans. Sein Funkrufzeichen war W6TQF und seine Meldungen wurden von Reade Apgar in der DES-Funkrelaisstation in Olympia aufgezeichnet.
Am Morgen des 18. Mai nahm er wie sämtliche Beobachter um 8:32 Uhr ein Erdbeben der Stärke 5,1 auf der Richterskala wahr, dessen Hypozentrum direkt unterhalb der Nordseite des Berges lag. Dadurch destabilisiert, löste sich vermutlich etwa zehn Sekunden später die gesamte Nordflanke und setzte sich in einem der größten jemals aufgezeichneten Bergrutsche in Bewegung. Die Druckentlastung hatte unmittelbar darauf eine laterale und wenig später eine terminal-vertikale Eruption zur Folge. Der pyroklastische Strom überholte die Gesteinsmassen des Bergrutsches rasch, breitete sich rasend schnell fächerförmig in nördliche Richtung aus und verwüstete in Kombination mit einer enormen Druckwelle – über natürliche Barrieren wie etwa Bergrücken hinweg – ein Gebiet bis in 30 Kilometer Entfernung vom Krater. Martin schilderte seine Eindrücke dabei über Funk:
| Letzte Übertragung von Gerry Martin - 00:00–00:07 min: „Oh, I just felt an earthquake, a good one. Shaking, uh, there’s a whole...“ (de.: Oh, ich habe gerade ein Erdbeben gespürt, ein starkes. Zittern, äh, da ist ein ganzes...) [Die Übertragung brach ab, da über diese Frequenz nur Kurzmeldungen möglich waren.] - 00:20–00:22 min: „...northwest side...“ (de.: ...Nordwestflanke...) [Nun schaltete Martin auf eine andere Frequenz um, die keine Beschränkung hinsichtlich der Übertragungslänge hatte.] - 00:31–00:53 min: „Oh, now we’ve got an eruption down here. Now we got a big slide coming off. The slide is coming off of the west slope. Now we got a whole great big, uh, eruption out of the, uh, crater and we got another opened up on the west side. The whole west side, northwest side is sliding down.“ (de.: Oh, jetzt haben wir hier eine Eruption. Jetzt kommt eine große Rutschung herunter. Die Rutschung kommt von der Westflanke. Jetzt haben wir eine vollwertige, riesengroße, äh, Eruption aus dem, äh, Krater und es hat sich ein weiterer am westlichen Hang gebildet. Die komplette Westflanke, Nordwestflanke rutscht ab.) - 01:35–01:44 min: „Oh boy, we got it boys! The whole northwest section, uh, and north section is blowing up, right, uh... It’s coming up over the ridge towards me. I’m gonna back outta here.“ (de.: Oh Mann, das ist es, Leute! Der ganze nordwestliche Abschnitt, äh, und nördliche Abschnitt fliegt in die Luft, genau, äh... Es kommt über den Höhenrücken auf mich zu. Ich werde mich von hier zurückziehen.) - 02:03–02:13 min: „Gentlemen, the, uh, camper and the car sitting over to the south of me is covered. It’s gonna hit me, too.“ (de.: Meine Herren, der, äh, Camper und das Auto südlich von mir sind bedeckt. Es wird mich auch treffen.) - 02:22–02:23 min: „We can’t get out of here.“ (de.: Wir kommen hier nicht raus.) |

Geht man, eine Verzögerungszeit mit einberechnet, davon aus, dass die Eruption etwa 28 Sekunden nach dem Beginn von Martins erster Meldung ihren Anfang nahm und dass der pyroklastische Strom Martins Standort zweieinhalb Minuten nach dem Start der Übertragung erreichte, dann hat er die Distanz von 12,8 Kilometern in 2:02 Minuten zurückgelegt – also mit einer Durchschnittsgeschwindigkeit von mindestens 377 Kilometern pro Stunde. Mittlerweile sind Wissenschaftler sicher, dass die Ausbreitungsgeschwindigkeit des Stroms kurzzeitig sogar die Schallmauer durchbrach. Gerry Martin starb drei Tage vor seinem 65. Geburtstag.

## Verbleib
Seine Leiche wurde – ebenso wie die Johnstons und zahlreicher weiterer Opfer – nie gefunden. Mutmaßlich liegt sie unter mehreren Zehnermetern vulkanischer Ablagerungen begraben. Gleichwohl gelangen durch fluviatile, regenbedingte, äolische oder Rillenerosion des vergleichsweise unverfestigten Materials immer wieder Überreste an die Erdoberfläche. Im September 2022 gab Matthew Mawhirter, Archäologe beim United States Forest Service und Heritage Program Manager im Gifford Pinchot National Forest, bekannt, dass man einen kürzlich aus den Asche- und Bimslagen geborgenen Motorblock und weitere Fahrzeugteile nahezu zweifelsfrei Martins Wohnmobil zuordnen könne. Der Lokalhistoriker Steve Rosenow zeigte sich anhand von Fotografien allerdings skeptisch und äußerte, dass das Aussehen des Motors nicht mit dem übereinstimme, was er über Martins Wohnmobil wisse.